# Safiental
Safiental (Reto-Romaans: Val Stussavgia) is een gemeente en een dal in het Zwitserse district Surselva, en maakt deel uit van het Kanton Graubünden. Safiental heeft 948 inwoners (2020).

## Geschiedenis
Safiental is een fusie gemeente in 2013 ontstaan uit het samenvoegen van de gemeenten Valendas, Versam, Safien en Tenna.

## Geografie
Safiental heeft een oppervlakte van 151.42 vierkante kilometer en ligt op een hoogte van 1315 meter en grenst aan de gemeenten Bonaduz, Casti-Wergenstein, Cazis, Flerden, Flims, Ilanz/Glion, Mathon, Nufenen, Rhäzüns, Sagogn, Splügen, Trin, Tschappina en Vals.